# Kejsersnit
Kejsersnit (latin: sectio caesarea), kirurgisk indgreb gennem livmodervæggen for at forløse et barn inden den naturlige fødsel. Foretages ved komplikationer under fødsel – eller hvis en situation opstår, hvor der er fare for moderens eller fosterets liv ved at fortsætte graviditeten.

## Indgrebet
Et moderne kejsersnit foregår ved at lægen skærer et tværsnit i huden, lige i grænsen til kønshårene, der er ca. 15 cm langt (kaldet et bikinisnit). Der åbnes videre ned til underhuden, fedtlaget og de hinder, der omgiver musklerne, til musklerne og bughinden, til man når ind til livmoderen. Livmoderen åbnes, og åbningen udvides. Når åbningen er stor nok, griber lægen fat om barnet og trækker det ud. Når barnet er født, klippes navlestrengen over, og moderkagen tages ud. Herefter lukkes som efter en almindelig operation.
Desværre har studier vist, at børn født ved kejsersnit har en markant større risiko end vaginalt fødte børn for at få en række kroniske sygdomme, såsom astma, allergi, tarmsygdomme og leukæmi. Børn har ulig tarmflora, afhængigt af, om de er født vaginalt eller ved kejsersnit; men først for nylig har forskere ved Københavns Universitet konstateret, at fødslen også påvirker bakterier i munden, som igen påvirker risikoen for karies. Forskerne kan dog endnu ikke afgøre, om kejsersnit-børn faktisk får flere huller i tænderne.
Dog er det ikke direkte indgrebet, der er skyld i dette, men nærmere det faktum, at børn født ved kejsersnit har denne forhøjede risiko pga. andre årsager, der har kompliceret graviditeten, så barnet ikke havde overlevet en vaginal fødsel, men måtte forløses ved kejsersnit.
"Hvis man er født ved kejsersnit, er der altså højere risiko for, at man senere i livet får en af de nævnte sygdomme, men det betyder ikke nødvendigvis, at det er selve kejsersnittet, der forårsager, at man bliver syg, understreger Hans Bisgaard."

## Navnet
Det er en myte, at Julius Cæsar kom til verden på denne vis, for intet levende barn blev forløst ved kejsersnit før i begyndelsen af 1600-tallet. Betegnelsen sectio caesarea kommer fra sectio, der betyder "skæren" eller "snit", mens caesarea stammer fra en forkert oversættelse af latin caedere (= skære) med betydningen "dem, der er skåret ud". 

## Historik
I en norsk lærebog om fødselshjælp fra 1872 stod der om kejsersnit: "Man tager sin Tilflugt til den med en Følelse, der nærmer sig til Fortvivlelse for Moderens Skjæbne, og som næppe mildnes ved Haabet om at frelse Fosteret." Mødrene døde af blødning, infektion eller blodprop. Ingen af de 25 kvinder, som før 1875 blev forløst med kejsersnit i tvillingeriget Sverige og Norge, kom levende fra det. Den første kvinde, som overlevede et kejsersnit udført i Norge, blev opereret i 1890. I 1882 havde tyskeren Max Sänger (1853-1903) foreslået en indlysende, men alligevel revolutionerende ny operationsteknik. Han mente helt korrekt, at mødrenes dødelighed ville synke, hvis man lukkede livmoderen. Før 1882 lod man livmoderen stå åben, efter at barnet og morkagen var hentet ud. Begrundelsen var, at stingene ville forårsage infektion, eller løsne pga. livmoderens sammentrækninger. Sänger fik imidlertid ret i, at lukning og sammensyning af snittet i livmoderen tværtimod førte til en markant mindre risiko for blødning og peritonit. Derved var mødrenes dødelighed efter kejsersnit sunket til omkring 10 % ved år 1900. 